# 하양군
| Daedongyeojido (Gyujanggak) 17-02.jpg |  |
|                                       |  |

하양군(河陽郡)은 경상북도의 옛 행정구역이다. 1914년 행정구역 개편으로 경산군, 자인군과 합병되어 경산군으로 개편되었다. 현재의 경산시 하양읍·와촌면 일대, 진량읍, 대구 동구 안심동 일부에 해당한다.
화성(花城)은 하양의 별호이다.

## 역사
- 고려시대 하주(河州)로 칭하였다.
- 995년(고려 성종 14년) 자사를 파견하였다.
- 1018년(고려 현종 9년) 하양현(河陽縣)으로 칭하고, 안동대도호부(安東大都護府, 현 경주시)의 속현으로 병합되었다. 후에 감무를 둠으로써 독립했다.
- 1895년 6월 23일(조선 고종 32년 음력 윤5월 1일) 대구부 하양군으로 개편되었다.[1]
- 1896년(건양 원년) 8월 4일 경상북도 하양군으로 개편되었다.[2]
- 1914년 4월 1일 경산군, 자인군과 통합하여 경산군으로 개편되었다.[3]

## 1914년 이후
| 통폐합 전 | 통폐합 후 (경산군) | 통폐합 후 (경산군)                                             |
| 구 행정구역 | 신 행정구역        | 신 행정구역                                                    |
| --- | ------------------ | -------------------------------------------------------------- |
| 하양군 읍내면(邑內面) 금상동/금하동, 하곡동, 서상동/서하동/도리동, 동상동/동중동/동남동/서중동/석촌동, 서사동/사면동, 양지동 | 하양면             | 금락동, 대곡동, 도리동, 동서동, 서사동, 양지동                 |
| 하양군 마양면(磨陽面) 남동동/남서동, 대조동, 부상동/호상동, 은주동/임호동, 숙상동/숙하동, 신상동/환소동                      | 하양면             | 남하동, 대조동, 부호동, 은호동, 청천동, 환상동                 |
| 하양군 북면(北面) 교동동/교서동, 대동동/무학동, 사기동, 한사동                                                               | 하양면             | 교동, 대학동, 사기동, 한사동                                   |
| 하양군 와촌면(瓦村面) 도계동/신당동, 원계동/용전동, 대항동/한동, 덕촌동, 동강동, 용천동, 치암동/상동, 시천동                 | 와촌면             | 계당동, 계전동, 대한동, 덕촌동, 동강동, 용천동, 상암동, 시천동 |
| 하양군 중림면(中林面) 내리동, 장천동/다문동, 부상동/부하동, 외상동/외하동, 아상동/아하동, 양기동, 평사동                     | 진량면             | 내리동, 문천동, 부기동, 상림동, 아사동, 양기동, 평사동(坪沙洞) |
| 하양군 낙산면(樂山面) 보인동, 회동/봉동, 북동, 두인동/동자동/선항동/화전동, 내상동/내하동/신기동                             | 진량면             | 보인동, 봉회동, 북동, 선화동, 신상동                           |
| 하양군 안심면(安心面) 각산동/하막동, 송전동/괴동, 내상동/내하동, 매여동, 서동/신중동                                         | 안심면             | 각산동, 괴전동, 동내동, 매여동, 신서동                         |

## 행정 구역
- 읍내면(邑內面) - 금상동, 금하동, 하곡동, 동상동, 동중동, 동남동, 서중동, 석촌동, 서상동, 서하동, 도리동, 서사동, 서면동, 양지동
- 마양면(磨陽面) - 부상동, 호상동, 은주동, 임호동, 남동동, 남서동, 숙상동, 숙하동, 신상동, 환소동, 대조동
- 북면(北面) - 교동동, 교서동, 사기동, 대동동, 무학동, 한사동
- 와촌면(瓦村面) - 도계동, 소당동, 용천동, 치암동, 상동, 시천동, 원계동, 용전동, 덕촌동, 동강동, 대항동, 한동
- 중림면(中林面) - 하상동, 하하동, 외상동, 외하동, 부상동, 부하동, 장천동, 다문동, 양기동, 내리동, 평사동
- 낙산면(樂山面) - 두인동, 동자동, 선항동, 화전동, 내상동, 내하동, 신기동, 북동, 회동, 봉동, 보인동
- 안심면(安心面) - 매여동, 각산동, 하막동, 서동, 신중동, 내상동, 내하동, 송전동, 괴동